# Georg Heimann-Trosien

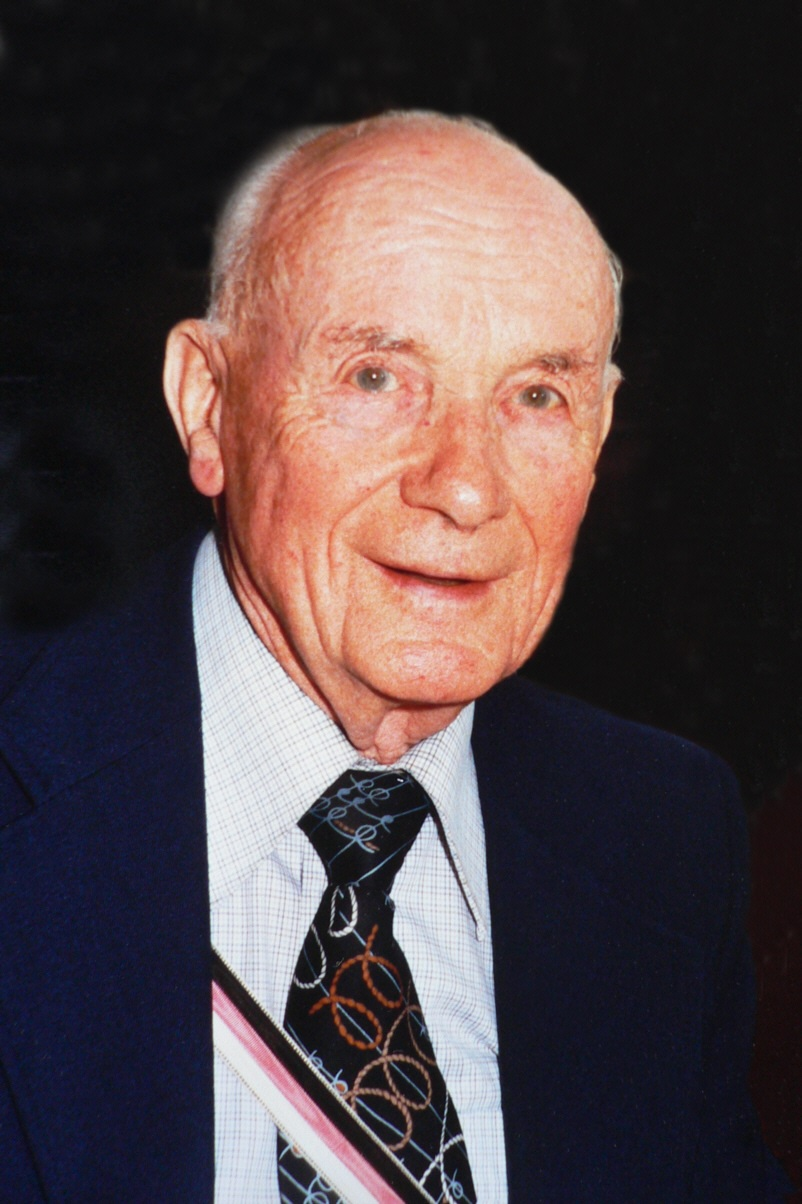
Heimann-Trosien (1969) mit dem Band des Corps Borussia Breslau

Georg Heimann-Trosien (* 20. Oktober 1900 in Adelnau (Posen); † 11. Dezember 1987 in Karlsruhe) war ein deutscher Richter.

## Leben
Der Vater von Heimann-Trosien war der als Kind getaufte Jude Dr. Friedrich Heimann (* 1861), Landrat a. D. und Mitinhaber des Bankhauses E. Heimann in Breslau. Als Hauptmann d. R. und Führer der 6./Landwehr-Infanterie-Regiment 11 fiel Friedrich Heimann am 19. Juli 1915 bei der Erstürmung des Dorfes Kasanow in Russland. Der Bankier Georg Heimann war ein Bruder.
Als Fahnenjunker rückte Georg Heimann-Trosien am 2. Mai 1918 bei der 2./Feld-Artillerie-Reg. 56 ein. Er nahm ebenfalls am Ersten Weltkrieg teil und erhielt das Eiserne Kreuz 2. Klasse. Seit Ende 1918 Fahnenjunker-Unteroffizier, wurde er am 30. August 1919 aus dem Heer entlassen. Er
begann an der Schlesischen Friedrich-Wilhelms-Universität Rechtswissenschaft zu studieren und wurde 1920 im Corps Borussia Breslau aktiv. 1921 beteiligte er sich an den Kämpfen gegen den Aufstand in Oberschlesien. Er erhielt das Schlesische Bewährungsabzeichen 2. und 1. Klasse mit Schwertern. 1921/22 gründete er die Ortsgruppe Breslau des Stahlhelm, Bund der Frontsoldaten. 1924 schied er auf eigenen Wunsch aus, weil der Landesverband Schlesien sich gegen die Aufnahme von Nichtariern erklärt hatte. 1923 wurde er in Breslau zum Dr. iur. promoviert. Georg Heimann-Trosien gehört zu den neun Mitgliedern der Borussia Breslau, die nach Nazi-Jargon „Judenstämmlinge“ waren und deshalb zur Umsetzung des nationalsozialistischen Arierparagraphen ihre Borussia Breslau verließen, in Abstimmung, um den Weiterbestand des Corps zu sichern, 1934–1945.
Von 1929 bis 1945 war er Rechtsanwalt beim Oberlandesgericht Breslau. 1945 wurde er Amtsgerichtsrat, 1946 Landgerichtspräsident in Wesermünde. Noch im selben Jahr ging er als Landgerichtsdirektor nach Bremen, wo er von 1947 bis 1949 Hilfsrichter und von 1949 bis 1952 Senatspräsident beim Hanseatischen Oberlandesgericht war. Schließlich war er ab 1952 sechzehn Jahre Bundesrichter am Bundesgerichtshof in Karlsruhe.